# Российско-монгольская граница
Российско-монгольская граница — современная государственная граница между Российской Федерацией и Монголией. Практически полностью сухопутна.

## Описание
Общая протяжённость границы составляет 3485 км, в том числе 2878,6 км сухопутной, 588,3 км речной и 18,1 км озёрной. По длине уступает только российско-казахстанскому и российско-китайскому участкам.
Возникла 29 декабря 1911 года, когда Монголия получила независимость от империи Цин. В настоящее время с Монголией граничат четыре региона РФ: Республика Алтай, Тыва, Бурятия и Забайкальский край. Значительная часть границы проходит по малонаселённой и труднодоступной местности. Главными проблемами на российско-монгольской границе, особенно на её тувинском участке, являются угон скота и контрабанда мяса.

## Пункты пропуска
На границе действуют десять автодорожных и два железнодорожных пункта пропуска:
- со стороны Республики Алтай действует автомобильный пункт пропуска Ташанта;
- со стороны Республики Тыва действуют автомобильные пункты пропуска Шара-Сур, Цаган-Толгой, Хандагайты (Боршо);
- со стороны Забайкальского края действуют автомобильный пункт пропуска Верхний Ульхун, а также автомобильный и железнодорожный пункт пропуска Соловьёвск;
- со стороны Республики Бурятия действуют автомобильные пункты пропуска Монды и Кяхта, железнодорожный пункт пропуска Наушки.

## Пограничные регионы
Аймаки Монголии, граничащие с Россией:
- Баян-Улгий
- Увс
- Завхан
- Хувсгел
- Булган
- Сэлэнгэ
- Хэнтий
- Дорнод

 Регионы России, граничащие с Монголией:
- Республика Алтай
- Республика Тыва
- Республика Бурятия
- Забайкальский край